# Ваабіна

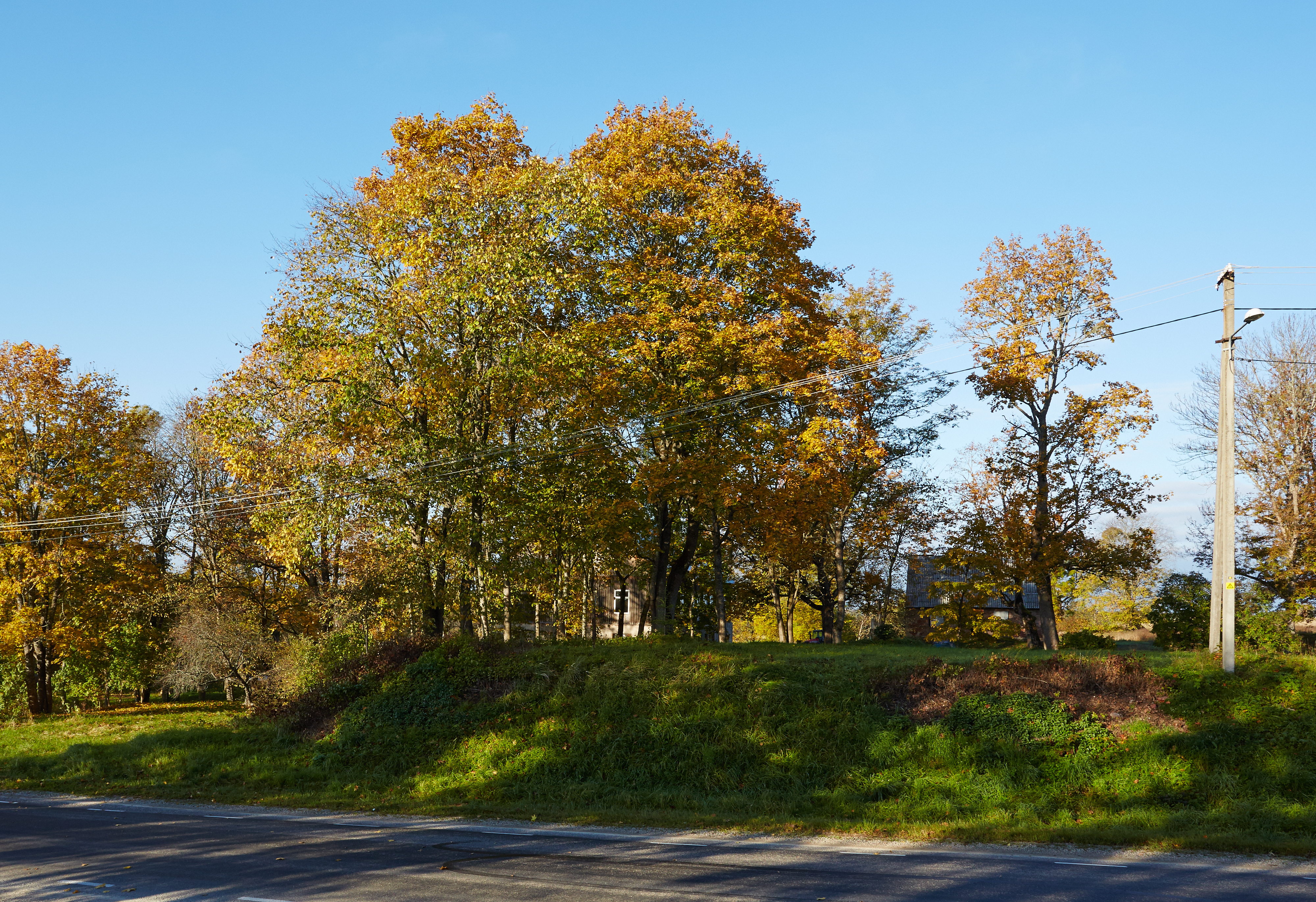
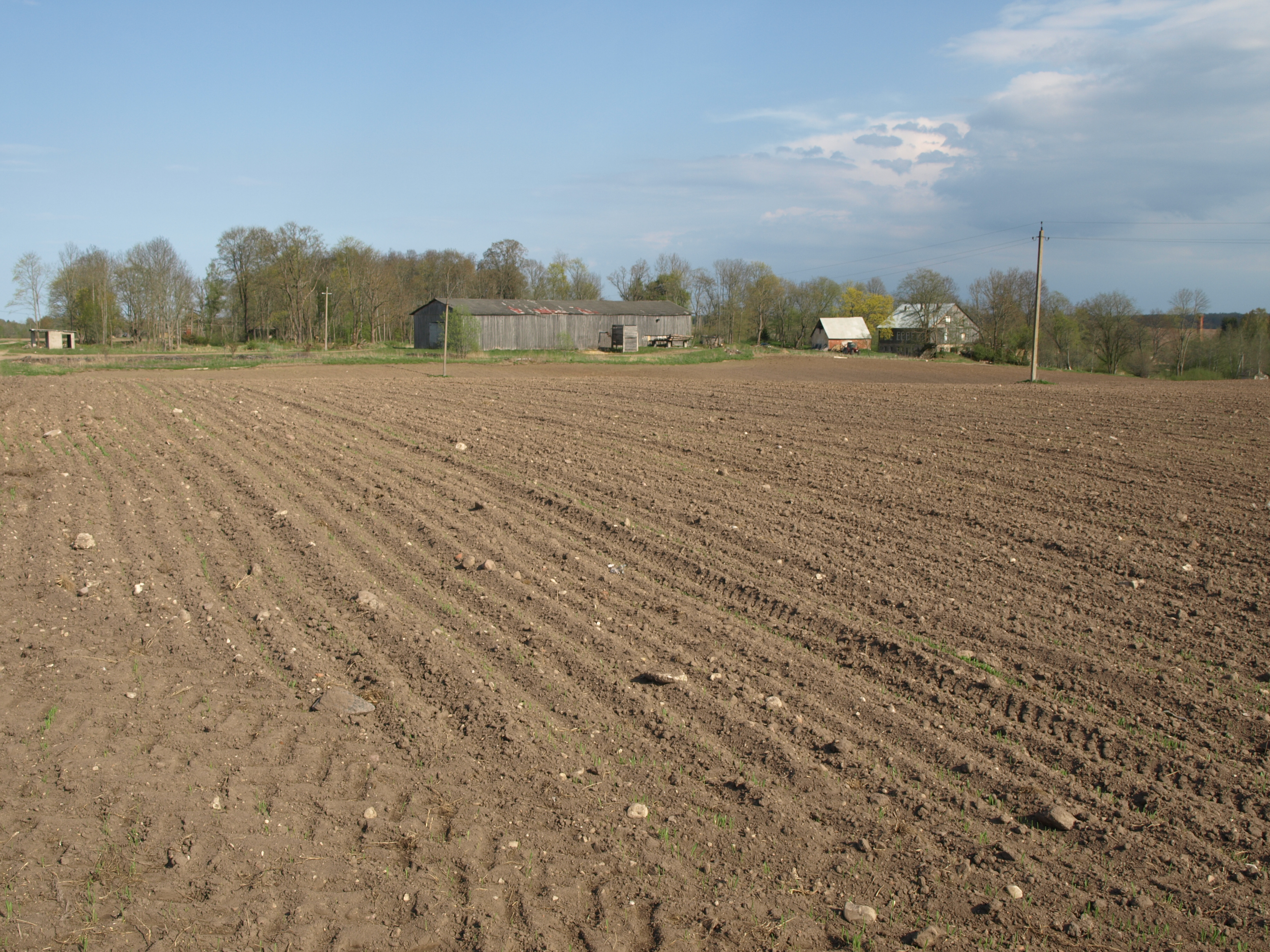

Ваабіна (ест. Vaabina) — село в Естонії, входить до складу волості Урвасте, повіту Вирумаа.